# Amaxia pseudodyuna
Amaxia pseudodyuna là một loài bướm đêm thuộc phân họ Arctiinae, họ Erebidae.